# 生きてこそ (映画)
『生きてこそ』（いきてこそ、原題: Alive）は、ウルグアイ空軍機571便遭難事故を題材にしたピアズ・ポール・リード のドキュメンタリー小説『生存者ーアンデス山中の70日』を原作にした1993年公開のアメリカ合衆国の映画。フランク・マーシャル監督、イーサン・ホーク主演、ナレーターをジョン・マルコヴィッチが行っている。

## 概要

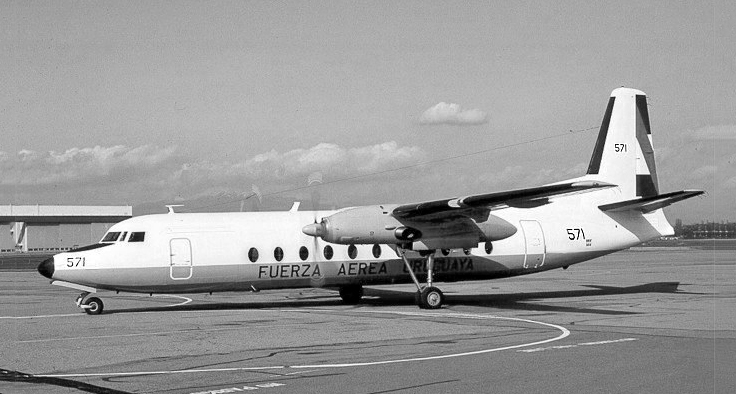
撮影で使用されたFH-227

1972年10月13日にウルグアイのステラ・マリス学園のラグビーチームを乗せた乗員乗客45名のウルグアイ空軍チャーター機がアンデス山脈に衝突・墜落し、厳寒の山脈で72日間の生存を果たし生還した16人の事実を元にドキュメンタリー・タッチで描いた映画。自分の宗教との葛藤でもある。
実際の事故の生存者のひとりであるナンド・パラードがテクニカル・アドバイザーとしてカナダ西部のコロンビア山脈で行われた墜落現場の撮影に参加している。

## ストーリー
1972年10月、ウルグアイのカトリック系のステジャ・マリス学園のラグビーチームとその家族・知人を乗せたウルグアイ空軍のフェアチャイルドFH-227D旅客機（45人乗りの小型機）がチリで行われる試合に参加するため、アンデス山脈を越えようとする。悪天候で視界が遮られた状態のまま突然激しい揺れが襲い、チリの航空管制の（山を全部越えたという）誤誘導でアンデス山脈高度4,200メートル地点に激突・墜落。機体は前後に真っ二つになり、前部は山脈の壁面を滑落する。
意識を取り戻したキャプテンのアントニオは医学生のロベルト・カネッサやカリトスらと協力して応急手当を行う。短時間のフライト予定で水も食料もほとんど持ち合わせておらず、通信不能で捜索隊を寒さの中じっと待つしかない。翌朝、27名の生存者は犠牲者を雪に埋めて祈りを捧げる。次の日、瀕死だったナンド・パラードが奇蹟的に息を吹き返すが、母親が亡くなり、妹は重体。3日目に青い空に飛行機が飛んできて翼を振ったので発見したと狂喜し、安心した彼らはその夜、すべての食料を食べつくす。ナンドは墜落させた罰だからパイロットの肉を食べるという。
しかし、救助隊は一向に現れず、下山も考えたがクレバスもあって危険。数日後、ラジオで「捜索は失敗だった」と聴き、9日目に捜索が打ち切られたことを知る。生存者たちは衰弱し、ケガの悪化や低体温症などから一部が死亡していく。9日目の朝、「人を食うのではなくて肉を食う」など宗教も含めた大議論をする。10日目に「二度と元へは戻れない」とか「聖体拝領と同じで死から蘇る」といいながら、事故死した遺体を人肉食することで餓えをしのいで生存する道を選ぶ。零下40度の中、大規模な雪崩に襲われ、最後まで肉を食べなかったリリアナ夫人やアントニオなども亡くなる。
墜落した機体の後部を発見しバッテリーを回収するものの無線は修理できず、仲間たちが次々と力尽きて亡くなる中、短い夏季を利用して、救助求めて下山する決死隊が編成された。61日目にナンドはロベルトとティンティンと共に出発する。途中でティンティンは引き返すが、ナンドとロベルトは厳寒の山脈を越えて、チリのふもとに到達した。翌日、ナンドとロベルトを乗せた救助ヘリが山頂に戻ってきた。こうして生存者16人が生還を果たし、事故現場には慰霊の十字架が建てられた。

## 出演者
登場人物については実在の人物とそうでない創作上の人物がいる。実在の人物についてはウルグアイ空軍機571便遭難事故#乗員・乗客を参照。
- ナンド・パラード - イーサン・ホーク（吹替：宮本充）
- アントニオ・バルビ - ヴィンセント・スパーノ（吹替：大塚明夫）
- ロベルト・カネッサ - ジョシュ・ハミルトン（吹替：江原正士）
- カルロス・"カルリトス"・パエス[3] - ブルース・サムゼイ（吹替：中田和宏）
- アントニオ・"ティンティン"・ビシンティン - ジョン・ハイムス・ニュートン（吹替：関俊彦）
- グスターボ・セルビノ - デヴィッド・クリーゲル
- ロイ・ハーレイ - ケヴィン・ブレズナハン（吹替：中原茂）
- ハビエル・メトル - サム・ベーレンズ（吹替：西村知道）
- リリアナ・メトル夫人 - イリーナ・ダグラス（吹替：田中敦子）
- ロベルト・"ボビー"・フランソイス - ジャック・ノーズワージー（吹替：鳥海勝美）
- フェデリコ・アランダ - クリスチャン・J・メオリ
- アルベルト・アーツナ - ジェイク・カーペンター（吹替：関口英司）
- ラファエル・カノ - マイケル・デロレンツォ
- フラガ整備士 - ホセ・ズニーガ
- フーゴー・ディアズ - ダニー・ヌッチ
- アドルフォ・"フィト"・ストラウチ - デヴィッド・キュービット
- エドゥアルド・ストラウチ - グラン・ディドンナ
- ダニエル・フェルナンデス - ジョン・カッシーニ（吹替：梅津秀行）
- ジュアン・マルティーノ - マイケル・ウールソン
- パブロ・モンテーロ - チャド・ウィレット
- ラモン・"モンチョ"・サベラ - リチャード・イアン・コックス
- コチェ・インシアーテ - ゴードン・クリーエ
- スサーナ・"サッシー"・パラード - エル・キーツ（吹替：山脇小径）
- フェリペ・レスタンノ - ジョシュ・ルーカス
- アレックス・モラレス - シルビエ・ポライオ
- アルバロ・マンヒーノ - ヌーノ・アントゥーンス
- アルフレド・"パンチョ"・デルガド - マイケル・タイレス
- ホセ・ペドロ・アルゴルタ - スティーブン・シャイラー
- ビクター・ボラリッチ - ジェイソン・ガッファニー
- ダンテ・ラグララ中佐（副パイロット） - ジェリー・ワッサーマン（吹替：荒川太朗）
- フリオ・セーサル・フェラダース大佐（パイロット） - マイケル・シコリー（吹替：秋元羊介）
- アルフォンシン夫人 - ダイアナ・バーリングトン
- エウヘニア・パラード夫人 - ジャン・ダルシー
- オビディオ・ラミレス軍曹（スチュワード） - フランク・パレグリノ
- トーマス・アロンソ - セス・アーネット
- ソラーナ博士 - アウレリオ・ディナンジオ
- ソラーナ夫人 - フィオナ・ロースキー
- ラモン・マルティネス中尉（航法士） - トニー・モレーリ
- ジョージ・アーマス - パット・ロマーノ
- 年老いたカルロス・"カルリトス"・パエス（ナレーター） - ジョン・マルコヴィッチ（吹替：中田和宏）

吹替その他、小形満、堀越真己、星野充昭、中村大樹、藤原啓治、松山圭一郎、津田英三、菊地毅、檀臣幸、子安武人、後藤敦、辺見一朋

## 批評
ロジャー・イーバートは、この作品に対して「語ることがただただ不可能なストーリーというものがある。アンデスの生存者たちの体験はそのひとつかもしれない。」（原文：There are some stories you simply can't tell. The story of the Andes survivors may be one of them）と書いている。また、彼は2ヶ月間のほぼ飢餓状態を演じた俳優の身体が普通に見えたためリアリズムに関して疑問を呈した。

## スタッフ
- 監督: フランク・マーシャル
- 製作: キャスリーン・ケネディ / ロバート・ワッツ
- 脚本: ジョン・パトリック・シャンレー
- 原作: ピアズ・ポール・リード 『生存者』[5]
- 音楽: ジェームズ・ニュートン・ハワード
- 撮影: ピーター・ジェームズ
- 美術監督: フレッド・ホール
- 美術: ノーマン・レイノルズ
- 編集: ウィリアム・ゴールデンバーグ / マイケル・カーン
- 装飾: テッド・クチェーラ
- 衣装: ジェニファー・L・パーソンズ
- キャスティング: ヴァロリエ・マッサラス
- 字幕: 戸田奈津子

## 備考
これと同時に作られた1993年公開のドキュメンタリー映画『生きてこそ 20年後』 (Alive: 20 Years Later) では20年後の生存者が語る当時の事故についての追想を行っている。